# Västerbotten
Il Västerbotten è una delle province tradizionali (landskap) situata nella parte settentrionale della Svezia. Ha un'estensione di 15093 km² e confina a sud con l'Ångermanland, ad ovest con il Lappland, a nord con il Norrbotten e ad est con il Golfo di Botnia. La principale città della regione è Umeå, la più popolosa della Svezia settentrionale.

## Storia
In seguito alla Guerra di Finlandia del 1809 la vecchia provincia di Västerbotten fu divisa in due parti, una svedese e l'altra finlandese. La parte settentrionale della Contea di Västerbotten entrò poi a far parte della contea di Norrbotten, ma con il passare del tempo l'identità provinciale ebbe il sopravvento ed oggi le due contee sono separate.